# Hainberg (Gemeinde Hürm)
Hainberg ist eine Ortschaft und Katastralgemeinde in der Marktgemeinde Hürm sowie eine ehemalige Gemeinde in Niederösterreich. Die Ortschaft hat 92 Einwohner (Stand 1. Jänner 2024). Bis Ende 1969 war Hainberg eine eigenständige Gemeinde.

## Geografie
Das Dorf liegt drei Kilometer südlich von Hürm und östlich der Landesstraße L5246 an der Straße von Hösing nach Schlatzendorf.

## Geschichte
Bereits im Franziszeischen Kataster von 1821 ist Hainberg als Dorf mit einer Abzweigung in der Ortsmitte nach Süden und mehreren Gehöften verzeichnet. Nach den Reformen 1848/1849 konstituierte sich Hainberg 1850 als selbständige Gemeinde und war bis 1868 dem Amtsbezirk Mank zugeteilt und danach dem Bezirk Melk.
Laut Adressbuch von Österreich waren im Jahr 1938 in der Ortsgemeinde Hainberg ein Gastwirt, eine Gemischtwarenhändlerin, ein Schmied, ein Schneider, ein Schuster und einige Landwirte ansässig. In den Jahren 1967–1971 wurden die Gemeinden Hürm, Inning, Siegendorf und Hainberg zu Großgemeinde Hürm zusammengelegt.